# Torneo Apertura 2012 (Paraguay)
El Torneo Apertura 2012 (Copa Tigo-Visión Banco, por motivos comerciales), llamado «Don Jesús Manuel Pallarés», en homenaje a quien fuera presidente de la Liga Paraguaya de Fútbol, fue el centésimo sexto campeonato oficial de Primera División organizado por la Asociación Paraguaya de Fútbol (APF). Se inició el 3 de febrero, y llegó a su fin el 8 de julio.
Se consagró campeón por vigésima novena vez en su historia el Club Cerro Porteño.

## Sistema de competición
El modo de disputa implementado fue, al igual que en las temporadas precedentes, el de todos contra todos a partidos de ida y vuelta, es decir a dos rondas compuestas por once jornadas cada una con localía recíproca. Se convierte en campeón el equipo que acumula la mayor cantidad de puntos al término de las 22 fechas.
En caso de paridad de puntos entre dos contendientes, se define el título en un partido extra. De existir más de dos en disputa, se resuelve según los siguientes parámetros:
1) saldo de goles;
2) mayor cantidad de goles marcados;
3) mayor cantidad de goles marcados en condición de visitante;
4) sorteo.

## Producto de la clasificación
- El Torneo coronó al Campeón número 106 en la historia de la Primera División de Paraguay.

- Este obtuvo el acceso a la fase de grupos de la próxima edición de la Copa Libertadores de América.

## Relevo anual de clubes
| Ascendidos a la Primera División                    |
| --------------------------------------------------- |
| Cerro Porteño (PF) (Campeón de División Intermedia) |
| Sportivo Carapeguá (2º de Intermedia)               |

| Descendidos a División Intermedia    |
| ------------------------------------ |
| General Caballero (2º peor promedio) |
| 3 de Febrero (Peor promedio)         |

## Equipos participantes
| Equipos            | Entrenador            | Fundación                | Ciudad            | Estadio                | Capacidad |
| ------------------ | --------------------- | ------------------------ | ----------------- | ---------------------- | --------- |
| Cerro Porteño      | Jorge Fossati         | 1 de octubre de 1912     | Asunción          | General Pablo Rojas    | 32.910    |
| Cerro Porteño (PF) | Eduardo Rivera        | 10 de diciembre de 1967  | Presidente Franco | Felipe Giménez         | 5.000     |
| Guaraní            | Diego Alonso          | 12 de octubre de 1903    | Asunción          | Rogelio Livieres       | 6.000     |
| Independiente      | Buenaventura Ferreira | 20 de septiembre de 1925 | Asunción          | Ricardo Gregor         | 1.500     |
| Libertad           | Jorge Burruchaga      | 30 de julio de 1905      | Asunción          | Dr. Nicolás Leoz       | 10.000    |
| Nacional           | Gustavo Morínigo      | 5 de junio de 1904       | Asunción          | Arsenio Erico          | 4.000     |
| Olimpia            | Gerardo Pelusso       | 25 de julio de 1902      | Asunción          | Manuel Ferreira        | 20.000    |
| Rubio Ñu           | Blas Cristaldo        | 24 de agosto de 1913     | Asunción          | La Arboleda            | 5.500     |
| Sol de América     | Ricardo Dabrowski     | 22 de marzo de 1909      | Villa Elisa       | Luis Alfonso Giagni    | 5.000     |
| Sportivo Carapeguá | Mario Jacquet         | 3 de setiembre de 2010   | Carapeguá         | Municipal de Carapeguá | 3.000     |
| Sportivo Luqueño   | Carlos Kiese          | 1 de mayo de 1921        | Luque             | Feliciano Cáceres      | 25.000    |
| Tacuary            | Francisco Ocampo      | 10 de diciembre de 1923  | Asunción          | Roberto Béttega        | 7.000     |

El campeonato contó con la participación de doce equipos, en su mayoría pertenecientes a la capital del país.
Nueve son de Asunción, uno proviene de una ciudad cercanas a ésta, Luque, uno del departamento de Paraguarí (Carapeguá), y uno pertenece al departamento de Alto Paraná (Cerro P. de Presidente Franco). Además, el club Sol de América, es de Asunción, pero disputa sus principales partidos en su campo de fútbol situado en la ciudad vecina de Villa Elisa
Los únicos clubes que sólo han competido en esta categoría (también conocida como División de Honor) son dos: Olimpia y Guaraní, completando con esta temporada 107 y 106 participaciones, respectivamente. Así mismo, el Club Cerro Porteño (101 participaciones) y el club Tacuary (14 participaciones) nunca han descendido desde sus ingresos, en 1913 y 2003, respectivamente.

### Distribución geográfica de los equipos
| Región                      | Cant. | Equipos                                                                                  |
| --------------------------- | ----- | ---------------------------------------------------------------------------------------- |
| Distrito Capital            | 8     | Cerro Porteño, Guaraní, Independiente CG, Libertad, Nacional, Olimpia, Rubio Ñu, Tacuary |
| Departamento Central        | 2     | Sp. Luqueño, Sol de América                                                              |
| Departamento de Alto Paraná | 1     | Cerro Porteño (PF)                                                                       |
| Departamento de Paraguari   | 1     | Sp. Carapeguá                                                                            |

## Cambio de entrenadores
| Equipos            | DT. ste.         | Cese          | DT. ete.              | Designación   |
| ------------------ | ---------------- | ------------- | --------------------- | ------------- |
| Sportivo Carapeguá | Eradio Espinoza  | 26 de febrero | Mario Jacquet         | 27 de febrero |
| Independiente      | Martín García    | 4 de marzo    | Alicio Solalinde      | 5 de marzo    |
| Sportivo Luqueño   | Félix Darío León | 8 de abril    | Carlos Kiese          | 9 de abril    |
| Tacuary            | Francisco Ocampo | 10 de abril   | Luis Cubilla          | 10 de abril   |
| Cerro Porteño      | Mario Grana      | 15 de abril   | Hugo Caballero        | 16 de abril   |
| Nacional           | Javier Torrente  | 16 de abril   | Gustavo Morínigo      | 16 de abril   |
| Tacuary            | Luis Cubilla     | 16 de mayo    | Francisco Ocampo      | 21 de mayo    |
| Cerro Porteño      | Hugo Caballero   | 14 de mayo    | Jorge Fossati         | 16 de mayo    |
| Independiente      | Alicio Solalinde | 3 de junio    | Buenaventura Ferreira | 4 de junio    |
| Rubio Ñu           | Juan Arce        | 17 de junio   | Blas Cristaldo        | 19 de junio   |
| Guaraní            | Pablo Caballero  | 1 de julio    | Diego Alonso          | 2 de julio    |

## Cobertura televisiva
La empresa productora de contenido audiovisual, Teledeportes Paraguay, perteneciente al multimedios argentino Grupo Clarín, fue la acreedora exclusiva de los derechos de transmisión de los partidos del campeonato paraguayo de fútbol desde 1999. Emite en vivo hasta cuatro juegos por jornada a través del canal por cable Unicanal de Cablevisión, y el posterior resumen con lo mejor de cada encuentro por la señal de aire de Telefuturo (Canal 4).

## Patrocinio
La compañía de telefonía celular, Tigo, y la institución bancaria de tipo microfinanciero, Visión Banco, son las encargadas de patrocinar todos los torneos realizados por la APF. El vínculo contractual con la primera se concretó a partir de 2008 con la celebración del torneo Apertura del mismo año. En tanto que la relación con el otro espónsor para respaldar cada campeonato se inició a principios de 2010.
Los premios en efectivo fueron fijados en US$ 55.000 dólares para el campeón y 10.000 para el subcampeón.

## Clasificación
| Pos. | Equipos            | PJ | PG | PE | PP | GF | GC | Dif. | Pts. |
| ---- | ------------------ | -- | -- | -- | -- | -- | -- | ---- | ---- |
| 1.   | Cerro Porteño      | 22 | 16 | 1  | 5  | 40 | 23 | 17   | 49   |
| 2.   | Olimpia            | 22 | 14 | 5  | 3  | 30 | 20 | 10   | 47   |
| 3.   | Libertad           | 22 | 13 | 5  | 4  | 40 | 19 | 21   | 44   |
| 4.   | Sol de América     | 22 | 11 | 2  | 9  | 38 | 27 | 11   | 35   |
| 5.   | Nacional           | 22 | 10 | 3  | 9  | 40 | 32 | 8    | 33   |
| 6.   | Guaraní            | 22 | 8  | 6  | 8  | 28 | 25 | 3    | 30   |
| 7.   | Cerro Porteño (PF) | 22 | 7  | 6  | 9  | 26 | 29 | -3   | 27   |
| 8.   | Sportivo Luqueño   | 22 | 6  | 8  | 8  | 23 | 30 | -7   | 26   |
| 9.   | Independiente      | 22 | 6  | 7  | 9  | 28 | 42 | -14  | 25   |
| 10.  | Sportivo Carapeguá | 22 | 4  | 8  | 10 | 23 | 29 | -6   | 20   |
| 11.  | Rubio Ñu           | 22 | 5  | 3  | 14 | 24 | 40 | -16  | 18   |
| 12.  | Tacuary            | 22 | 1  | 8  | 13 | 15 | 39 | -24  | 11   |

 Pos=Posición; PJ=Partidos jugados; G=Partidos ganados; E=Partidos empatados; P=Partidos perdidos; GF=Goles a favor; GC=Goles en contra; DIF=Diferencia de gol; Pts=Puntos

### Evolución de la clasificación
| E\J | 01 | 02 | 03 | 04 | 05 | 06 | 07 | 08 | 09 | 10 | 11 | 12 | 13 | 14 | 15 | 16 | 17 | 18 | 19 | 20 | 21 | 22 |
| --- | -- | -- | -- | -- | -- | -- | -- | -- | -- | -- | -- | -- | -- | -- | -- | -- | -- | -- | -- | -- | -- | -- |
| CER | 11 | 8  | 4  | 3  | 1  | 4  | 2  | 2  | 2  | 2  | 2  | 2  | 2  | 2  | 2  | 2  | 2  | 2  | 2  | 2  | 2  | 1  |
| CPF | 12 | 9  | 12 | 9  | 10 | 10 | 9  | 10 | 10 | 10 | 10 | 10 | 8  | 10 | 9  | 9  | 10 | 9  | 8  | 8  | 7  | 7  |
| GUA | 2  | 5  | 8  | 8  | 7  | 6  | 3  | 4  | 5  | 4  | 6  | 4  | 4  | 4  | 5  | 5  | 5  | 5  | 5  | 6  | 6  | 6  |
| IND | 10 | 12 | 11 | 12 | 12 | 11 | 11 | 11 | 11 | 11 | 11 | 11 | 11 | 8  | 7  | 8  | 8  | 8  | 7  | 7  | 9  | 9  |
| LIB | 5  | 3  | 2  | 5  | 2  | 5  | 6  | 6  | 4  | 5  | 3  | 3  | 3  | 3  | 3  | 3  | 3  | 3  | 3  | 3  | 3  | 3  |
| NAC | 7  | 6  | 3  | 2  | 5  | 3  | 5  | 3  | 3  | 3  | 4  | 5  | 5  | 5  | 6  | 6  | 6  | 6  | 6  | 5  | 5  | 5  |
| OLI | 4  | 4  | 6  | 4  | 3  | 1  | 1  | 1  | 1  | 1  | 1  | 1  | 1  | 1  | 1  | 1  | 1  | 1  | 1  | 1  | 1  | 2  |
| RUB | 5  | 2  | 4  | 6  | 8  | 9  | 10 | 9  | 9  | 7  | 8  | 8  | 9  | 11 | 11 | 10 | 11 | 11 | 11 | 11 | 11 | 11 |
| SOL | 1  | 1  | 1  | 1  | 4  | 2  | 4  | 5  | 6  | 6  | 5  | 6  | 6  | 6  | 4  | 4  | 4  | 4  | 4  | 4  | 4  | 4  |
| SCA | 9  | 10 | 9  | 11 | 9  | 8  | 7  | 8  | 8  | 9  | 9  | 9  | 10 | 9  | 10 | 11 | 9  | 10 | 10 | 10 | 10 | 10 |
| SLU | 3  | 6  | 7  | 7  | 6  | 7  | 8  | 7  | 7  | 8  | 7  | 7  | 7  | 7  | 8  | 7  | 7  | 7  | 9  | 9  | 8  | 8  |
| TAC | 7  | 11 | 10 | 10 | 11 | 12 | 12 | 12 | 12 | 12 | 12 | 12 | 12 | 12 | 12 | 12 | 12 | 12 | 12 | 12 | 12 | 12 |

|  |                          |
|  | Líder                    |
|  | Con un partido pendiente |

## Resultados
| L\V | CER | CPF | GUA | IND | LIB | NAC | OLI | RUB | SOL | SCA | SLU | TAC |
| --- | --- | --- | --- | --- | --- | --- | --- | --- | --- | --- | --- | --- |
| CER |     | 1:0 | 1:0 | 1:2 | 1:0 | 2:1 | 0:1 | 5:3 | 2:0 | 1:0 | 3:0 | 2:0 |
| CPF | 1:2 |     | 2:1 | 1:1 | 0:2 | 5:0 | 0:0 | 3:1 | 1:1 | 1:0 | 0:1 | 2:1 |
| GUA | 0:1 | 0:0 |     | 3:1 | 2:3 | 1:3 | 0:1 | 1:0 | 2:1 | 2:1 | 3:1 | 4:0 |
| IND | 1:4 | 1:1 | 0:1 |     | 1:4 | 2:5 | 3:0 | 1:0 | 2:4 | 1:1 | 1:1 | 2:1 |
| LIB | 2:1 | 2:0 | 2:2 | 1:1 |     | 1:0 | 0:1 | 1:0 | 0:1 | 1:1 | 1:0 | 2:1 |
| NAC | 2:0 | 2:1 | 1:1 | 5:0 | 1:2 |     | 0:0 | 0:2 | 2:1 | 3:1 | 2:1 | 2:0 |
| OLI | 1:2 | 3:3 | 2:0 | 1:1 | 2:1 | 2:1 |     | 1:0 | 1:0 | 3:2 | 2:1 | 2:1 |
| RUB | 2:3 | 1:2 | 2:1 | 2:1 | 1:5 | 3:3 | 2:3 |     | 0:3 | 1:2 | 0:0 | 1:0 |
| SOL | 2:2 | 4:1 | 0:1 | 1:2 | 0:3 | 3:2 | 0:1 | 1:0 |     | 2:0 | 2:3 | 2:0 |
| SCA | 1:2 | 1:2 | 0:0 | 3:0 | 2:2 | 2:1 | 1:2 | 2:1 | 0:2 |     | 0:0 | 1:1 |
| SLU | 2:0 | 3:0 | 2:2 | 1:3 | 0:4 | 2:1 | 2:1 | 1:1 | 0:2 | 1:1 |     | 1:1 |
| TAC | 2:4 | 1:0 | 1:1 | 1:1 | 1:1 | 0:3 | 0:0 | 0:1 | 2:6 | 1:1 | 0:0 |     |

## Campeón
|                                  |
| Campeón Cerro Porteño 29° título |

## Máximos goleadores
| País                 | Jugador            | Equipo             | Goles |
| -------------------- | ------------------ | ------------------ | ----- |
| Bandera de Paraguay  | José Ortigoza      | Sol de América     | 13    |
| Bandera de Paraguay  | Eduardo Echeverría | Sportivo Carapeguá | 8     |
| Bandera de Paraguay  | Rogerio Leichtweis | Cerro Porteño (PF) | 8     |
| Bandera de Paraguay  | Enzo Prono         | Sol de América     | 8     |
| Bandera de Paraguay  | Jorge Ayala        | Sportivo Carapeguá | 7     |
| Bandera de Paraguay  | Ariel Bogado       | Nacional           | 7     |
| Bandera de Paraguay  | Luis Caballero     | Olimpia            | 7     |
| Bandera de Argentina | Guido Di Vanni     | Sportivo Luqueño   | 7     |
| Bandera de Paraguay  | Santiago Salcedo   | Cerro Porteño      | 7     |

## Público asistente

### Asistencia por equipos
La tabla siguiente muestra la cantidad de espectadores que acumuló cada equipo en sus respectivos partidos. Se asigna en su totalidad el mismo número a ambos protagonistas de un juego.
| Pos. | Equipos            | PJ | As.     |
| ---- | ------------------ | -- | ------- |
| 1ª   | Olimpia            | 22 | 204.479 |
| 2ª   | Cerro Porteño      | 22 | 198.345 |
| 3ª   | Guaraní            | 22 | 54.809  |
| 4ª   | Libertad           | 22 | 47.750  |
| 5ª   | Cerro Porteño (PF) | 22 | 47.620  |
| 6ª   | Sportivo Luqueño   | 22 | 46.353  |
| 7ª   | Nacional           | 22 | 40.926  |
| 8ª   | Sol de América     | 22 | 38.852  |
| 9ª   | Sportivo Carapeguá | 22 | 38.542  |
| 10ª  | Rubio Ñu           | 22 | 37.206  |
| 11ª  | Tacuary            | 22 | 35.188  |
| 12ª  | Independiente      | 22 | 31.090  |

- Fuente: Ver en anexo.

### Asistencia por partidos
A continuación se listan los diez partidos con mayor cantidad de espectadores.
| Pos. | Partido                          | Asistentes | Estadio                | Fecha |
| ---- | -------------------------------- | ---------- | ---------------------- | ----- |
| 1ª   | Olimpia-Cerro Porteño            | 27.368     | Defensores del Chaco   | 22    |
| 2ª   | Cerro Porteño-Olimpia            | 21.260     | Antonio Oddone Sarubbi | 11    |
| 3ª   | Sol de América-Olimpia           | 13.811     | Defensores del Chaco   | 20    |
| 4ª   | Cerro Porteño-Cerro Porteño (PF) | 13.536     | General Pablo Rojas    | 3     |
| 5ª   | Olimpia-Guaraní                  | 13.411     | Defensores del Chaco   | 19    |
| 6ª   | Cerro Porteño-Rubio Ñu           | 12.593     | General Pablo Rojas    | 5     |
| 7ª   | Libertad-Cerro Porteño           | 11.982     | Defensores del Chaco   | 18    |
| 8ª   | Olimpia-Libertad                 | 11.977     | Defensores del Chaco   | 17    |
| 9ª   | Cerro Porteño (PF)-Olimpia       | 11.855     | Antonio Oddone Sarubbi | 2     |
| 10ª  | Cerro Porteño-Guaraní            | 11.679     | General Pablo Rojas    | 9     |

## Disciplina

### Amonestaciones y/o expulsiones por equipo
Se referencia la cantidad total de tarjetas amarillas y rojas recibidas por cada conjunto a lo largo del torneo.
| Equipo             | TA | TR | RD | PJ |
| ------------------ | -- | -- | -- | -- |
| Cerro Porteño      | 66 | 4  | 1  | 22 |
| Cerro Porteño (PF) | 65 | 2  | 0  | 22 |
| Guaraní            | 56 | 7  | 2  | 22 |
| Independiente      | 50 | 4  | 2  | 22 |
| Libertad           | 75 | 4  | 0  | 22 |
| Nacional           | 72 | 7  | 1  | 22 |
| Olimpia            | 60 | 9  | 5  | 22 |
| Rubio Ñu           | 65 | 8  | 5  | 22 |
| Sol de América     | 57 | 2  | 0  | 22 |
| Sportivo Carapeguá | 73 | 10 | 3  | 22 |
| Sportivo Luqueño   | 62 | 6  | 1  | 22 |
| Tacuary            | 65 | 5  | 2  | 22 |

### Amonestaciones y/o expulsiones por árbitro
Se enumera la cantidad total de tarjetas amarillas y rojas otorgadas por cada juez durante el certamen.
| Árbitro             | TA  | TR | PD |
| ------------------- | --- | -- | -- |
| Carlos Amarilla     | 94  | 9  | 19 |
| Cristian Aquino     | 30  | 2  | 5  |
| Antonio Arias       | 60  | 8  | 12 |
| Enrique Cáceres     | 112 | 8  | 19 |
| Mario Díaz de Vivar | 136 | 13 | 20 |
| Gustavo Gamarra     | 46  | 5  | 8  |
| Eusebio Gaona       | 33  | 3  | 4  |
| Jorge Mercado       | 65  | 7  | 11 |
| Ulises Mereles      | 23  | 0  | 4  |
| Julio Quintana      | 72  | 5  | 12 |
| Federico Ríos       | 1   | 0  | 1  |
| Ryuji Sato          | 27  | 2  | 5  |
| Richard Velázquez   | 69  | 8  | 11 |

- Nota: Todas las amonestaciones otorgadas durante un partido se contabilizan sin excepción, incluyendo las duplicadas a un mismo jugador.